# Sean Clifford
Sean Burke Clifford (Barrington, 14 luglio 1998) è un giocatore di football americano statunitense che milita nel ruolo di quarterback per i Green Bay Packers della National Football League (NFL).

## Carriera

### Green Bay Packers
Al college Clifford giocò a football a Penn State. Fu scelto nel corso del quinto giro (149ª scelta assoluta) del Draft NFL 2023 dai Green Bay Packers. Debuttò come professionista subentrando a Jordan Love nel finale della gara del primo turno contro i Chicago Bears non tentando alcun passaggio e correndo una volta senza guadagnare yard. La sua prima stagione si chiuse con 2 presenze, completando l'unico passaggio tentato per 37 yard.